# Omalus aeneus
Omalus aeneus (лат. ) — вид ос-блестянок рода Omalus из подсемейства Chrysidinae (триба Elampini). Голарктика, в т.ч. Европа, Китай, Тайвань, Япония.

## Описание
Мелкие осы-блестянки с коротким и широким телом (4,5-5,4 мм). Длина передних крыльев 3,3-4,2 мм. Основная окраска синяя, брюшко и ноги зеленовато-голубые, лапки коричневые (усики чёрные; средняя часть пронотума и мезоскутум чёрные). Пунктировка груди не глубокая. Жгутик усика посредине не утолщенный. Жвалы трёхзубчатые. Коготки с 3 зубцами. Задний край третьего тергита брюшка с вырезкой. Брюшко блестящее. Гнездовые паразиты одиночных ос Pemphredon, Passaloecus и Psenulus (Crabronidae).